# Doppler-Radar
Doppler-Radar bezeichnet allgemein ein Radar, das die technischen Voraussetzungen hat, den Doppler-Effekt auszunutzen. Das sind heute die meisten Radargeräte, siehe jedoch hierzu insbesondere Dauerstrichradar.

## Verwendung der Bezeichnung
Dieser Namenszusatz hat nur noch für ein Wetterradar Bedeutung. Hier bilden die Doppler-Radare eine eigene, mittlerweile technologisch veraltete Klasse. In älterer Literatur wird noch der Begriff „Doppler-Radar“ verwendet, allerdings nur, um einen Namen für ein Radargerät zu nutzen, welcher lediglich aussagen soll, dass dieses Radargerät noch keine polarimetrischen Messungen durchführen kann, also nicht zu den Polarimetrischen Radaren gehört.
Für Impulsradar für militärische oder Flugsicherungsradargeräte ist der Namenszusatz „Doppler-“ nicht üblich, obwohl alle diese Radargeräte heutzutage mit Hilfe des Dopplereffektes bewegte Ziele von Festzielen unterscheiden können beziehungsweise durch Analyse des gesamten Doppler-Frequenzspektrums sogar Ziele spezifizieren können.
Die Hersteller von Bewegungsmeldern nennen ihre Radarmodule oft Doppler-Radarsensoren oder Doppler-Radarsensormodule. Alle diese Geräte arbeiten nach dem Prinzip eines Dauerstrichradars. Die Bezeichnung ist oft irreführend, da einige der Geräteanwendungen nicht den Doppler-Effekt ausnutzen, sondern nur die Veränderung des Phasenwinkels des Echosignals messen.